# IC 4665
IC 4665 je otvoreni skup u zviježđu Zmijonoscu. 
Otkrio ga je Philippe Loys de Chéseaux 1745. godine. Skup je relativno mlad, po astronomskim standardima – počeo se razvijati tek prije oko 40 milijuna godina. Nalazi se oko 1400 svj. godina od Zemlje.

## Amaterska promatranja
Skup je lako vidljiv i s najmanjim teleskopom ili dalekozorom, a s dovoljno tamnih lokacija se može kao svijetna mrljica vidjeti i golim okom.

## Vanjske poveznice
- IC 4665 @ SEDS IC objects pages